# Dschubba
Delta Scorpii (δ Sco, δ Scorpii) é uma estrela da constelação de Scorpius. Tem o nome de Dschubba, que é um derivação de uma frase em árabe significando "testa do" (jabhat) do escorpião.